# Kenneth Thomson (Schauspieler)

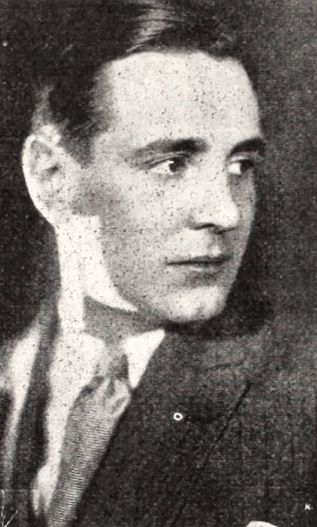
Magazinfoto (1926)

Kenneth Thomson, auch Kenneth Thompson, (* 7. Januar 1899 in Pittsburgh, Pennsylvania, Vereinigte Staaten; † 26. Januar 1967 in Hollywood, Kalifornien) war ein Filmschauspieler. Er war in der Stummfilmzeit und der beginnenden Tonfilmära tätig.

## Karriere
Thomson war der Sohn der Konzertmanagerin Edith Taylor Thomson. Sein Vater starb, als er sieben Jahre alt war. Als Jugendlicher arbeitete er als Copyboy beim Pittsburgh Leader und half bei der Verteilung von Werbematerial für Konzerte, die seine Mutter organisiert hatte. Später arbeitete er für ein Stahlunternehmen und eine Versicherungsgesellschaft. Während des Ersten Weltkriegs war Thomson beim United States Marine Corps und diente unter anderem als Schütze auf dem US-Kreuzer Frederick. Am Ende des Krieges war er bis zu seiner Entlassung auf dem Norfolk Navy Yard eingesetzt. Nach seiner Rückkehr nach Pittsburgh schrieb er sich erneut am Carnegie Institute of Technology (CIT) ein. Er spielte dort Theaterstücke und absolvierte die Schauspielschule des CIT.
Nach seinem Abschluss am CIT arbeitete Thomson mehrere Sommer lang als Statist und stellvertretender Bühnenmanager bei einer Stock-Theatergruppe in Lakewood, Maine. Er spielte auch mit Ethel Barrymore in einer Tourneeproduktion von Declassee. In den darauffolgenden Wintern spielte er unter anderem in Theaterstücken wie Shavings und The Emperor Jones mit. Während eines Winters an der Pazifikküste spielte er in einer Tourneeproduktion von Three Wise Fools. Später war er bei einer stock company unter der Leitung von Margaret Anglin tätig.
Nach seinem Auftritt an der Westküste in „The Rivals“ lehnte Thomson ein Vertragsangebot für die Mitarbeit in Filmen von Cecil B. DeMille ab. Nach seiner Rückkehr nach New York spielte Thomson in „Hush Money“ mit Henry Millers Firma, woraufhin er einen Zweijahresvertrag von DeMille annahm.
Thomson und seine Frau Alden Gay waren Gründungsmitglieder der Screen Actors Guild. Die Gruppe wurde nach Treffen im Haus der Thomsons im Jahr 1933 gegründet. Er war der Sekretär der Gruppe und der Chefredakteur ihrer Zeitschrift.
Während Thomsons 12-jähriger Karriere vor der Kamera trat er in über 60 Filmen auf. Nachdem Thomson Anfang und Mitte der 1920er Jahre in mehreren Broadway-Stücken mitgewirkt hatte, gab er 1926 sein Filmdebüt mit einer Hauptrolle in Risky Business. In den nächsten vier Jahren trat er in mehr als einem Dutzend Filmen auf, entweder in Haupt- oder wichtigere Nebenrollen. Allein im Jahr 1930 trat er in zehn Filmen auf, von denen die Hälfte Hauptrollen spielte, wie zum Beispiel „Lawful Larceny“, in dem auch Bebe Daniels und Lowell Sherman (der auch Regie führte) mitspielten, und „Reno“, dessen weitere Stars Ruth Roland und … waren Montagu-Liebe. In der anderen Hälfte spielte er eine wichtige Nebenrolle, wie in „A Notorious Affair“ mit Billie Dove, Basil Rathbone und Kay Francis. Im weiteren Verlauf der 1930er Jahre trat er in zahlreichen Filmen auf, meist in Nebenrollen, wie zum Beispiel „Der kleine Gangsterkönig“ (1933) mit Edward G. Robinson und Mary Astor in den Hauptrollen und „Hop-Along Cassidy“ (1935), mit William Boyd. Gelegentlich spiele er wichtigere Rollen, wie 1932 an der Seite von Harold Lloyd in „Movie Crazy“.
Am Broadway trat Thomson in The Great Broxopp (1921), The Czarina (1922) und Hush Money (1926) auf.

## Privatleben
Thomson heiratete am 29. Mai 1928 die Schauspielerin Alden Gay. Am 26. Januar 1967 starb Thomson im Alter von 67 Jahren im Hollywood Presbyterian Hospital.

## Filmographie (Auswahl)
- 1926: Corporal Kate
- 1926: Risky Business
- 1927: Man Bait
- 1927: Turkish Delight
- 1927: Kampf um Liebe (White Gold)
- 1927: Almost Human
- 1927: König der Könige (The King of Kings)
- 1928: Das Geheimnis einer Stunde (The Secret Hour)
- 1928: The Street of Illusion
- 1929: The Bellamy Trial
- 1929: The Broadway Melody
- 1929: The Careless Age
- 1929: The Girl from Havana
- 1929: The Letter
- 1929: Say It with Songs
- 1929: The Veiled Woman
- 1930: Children of Pleasure
- 1930: The Doorway to Hell
- 1930: Just Imagine
- 1930: Lawful Larceny
- 1930: A Notorious Affair
- 1930: The Other Tomorrow
- 1930: Reno
- 1930: Sweet Mama
- 1930: Sweethearts on Parade
- 1930: Wild Company
- 1931: Helden der Unterwelt (Bad Company)
- 1931: Murder at Midnight
- 1931: Woman Hungry
- 1931: Up for Murder
- 1932: Thirteen Women
- 1932: Filmverrückt (Movie Crazy)
- 1932: Man Wanted
- 1932: The Famous Ferguson Case
- 1932: Her Mad Night
- 1932: 70,000 Witnesses
- 1932: Frechheit siegt (Fast Life)
- 1932: By Whose Hand?
- 1932: Lawyer Man
- 1933: Der kleine Gangsterkönig (The Little Giant)
- 1933: Der Boß ist eine schöne Frau (Female)
- 1933: Daring Daughters
- 1933: Mast- und Schotbruch! (Son of a Sailor)
- 1933: From Headquarters
- 1933: Jungle Bride
- 1933: Sitting Pretty
- 1933: Hold Me Tight
- 1933: Gallant Lady
- 1934: Behold My Wife!
- 1934: In Old Santa Fe
- 1934: Cross Streets
- 1934: Many Happy Returns
- 1934: Change of Heart
- 1935: Behind the Green Lights
- 1935: Manhattan Butterfly
- 1935: Whispering Smith Speaks
- 1935: Hop-Along Cassidy
- 1936: Blackmailer
- 1936: With Love and Kisses
- 1937: Das schwarze Gold (Git Along Little Dogies)
- 1937: Jim Hanvey, Detective
- 1937: Criminal Lawyer